# Nāḩiyat Ḩarbinafsah
Nāḩiyat Ḩarbinafsah (arabiska: ناحية حربنفسه) är ett subdistrikt i Syrien.   Det ligger i provinsen Hamah, i den centrala delen av landet, 170 km norr om huvudstaden Damaskus.
Trakten runt Nāḩiyat Ḩarbinafsah består till största delen av jordbruksmark. Runt Nāḩiyat Ḩarbinafsah är det tätbefolkat, med 383 invånare per kvadratkilometer.